# 355 Gabriella
A 355 Gabriella (ideiglenes jelöléssel 1893 E) a Naprendszer kisbolygóövében található aszteroida. Auguste Charlois fedezte fel 1893. január 20-án.